# Saint-Sulpice-la-Pointe
Saint-Sulpice-la-Pointe (en occitano Sant Sulpici) es una población y comuna francesa, ubicada en la región de Mediodía-Pirineos, departamento de Tarn, en el distrito de Castres y cantón de Lavaur.

## Demografía
| 2535 | 2841 | 3342 | 3877 | 4354 | 4801 |
| Para los censos de 1962 a 1999 la población legal corresponde a la población sin duplicidades (Fuente: INSEE [Consultar]) |      |      |      |      |      |

### Lugares y monumentos notables

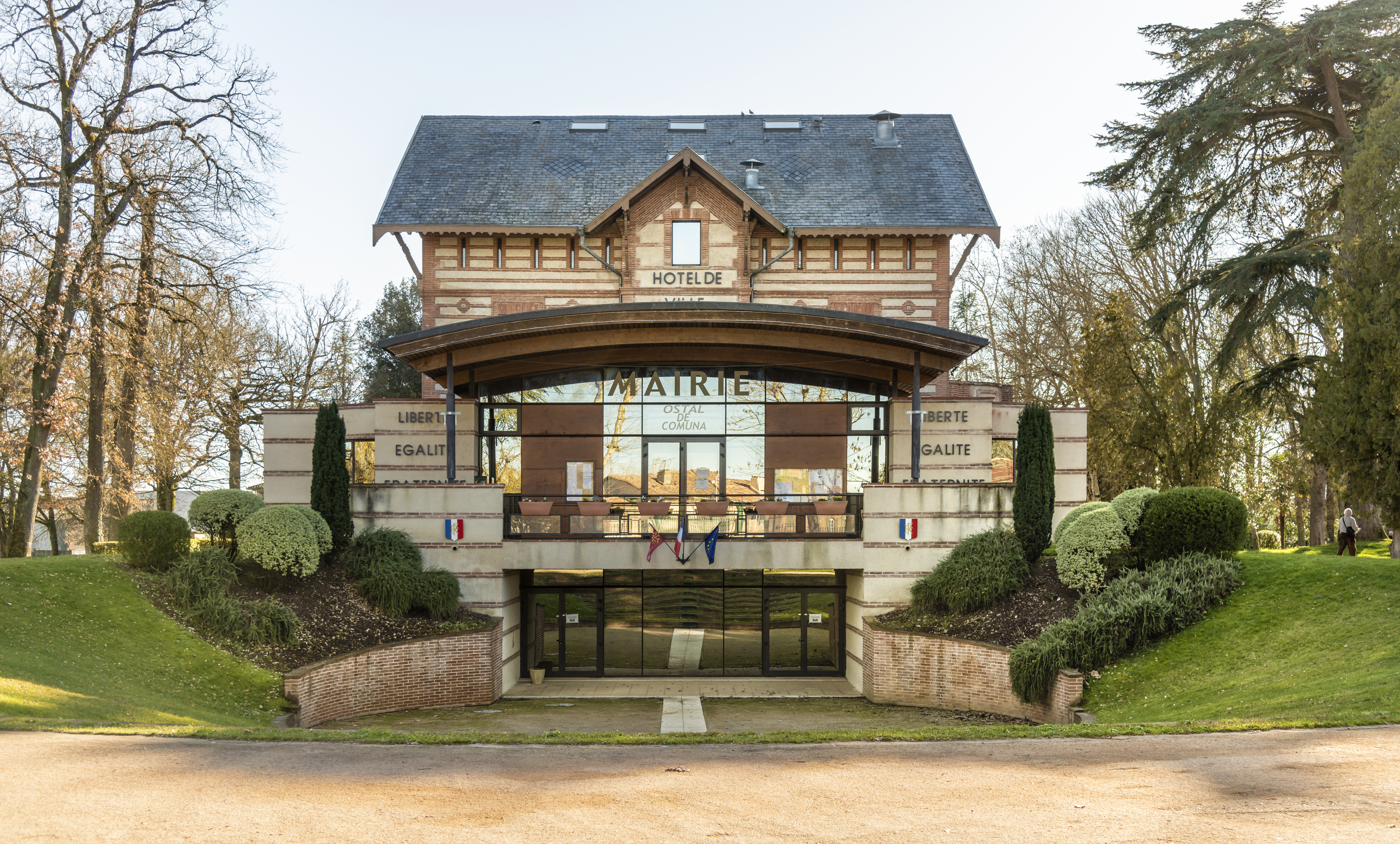
Ayuntamiento
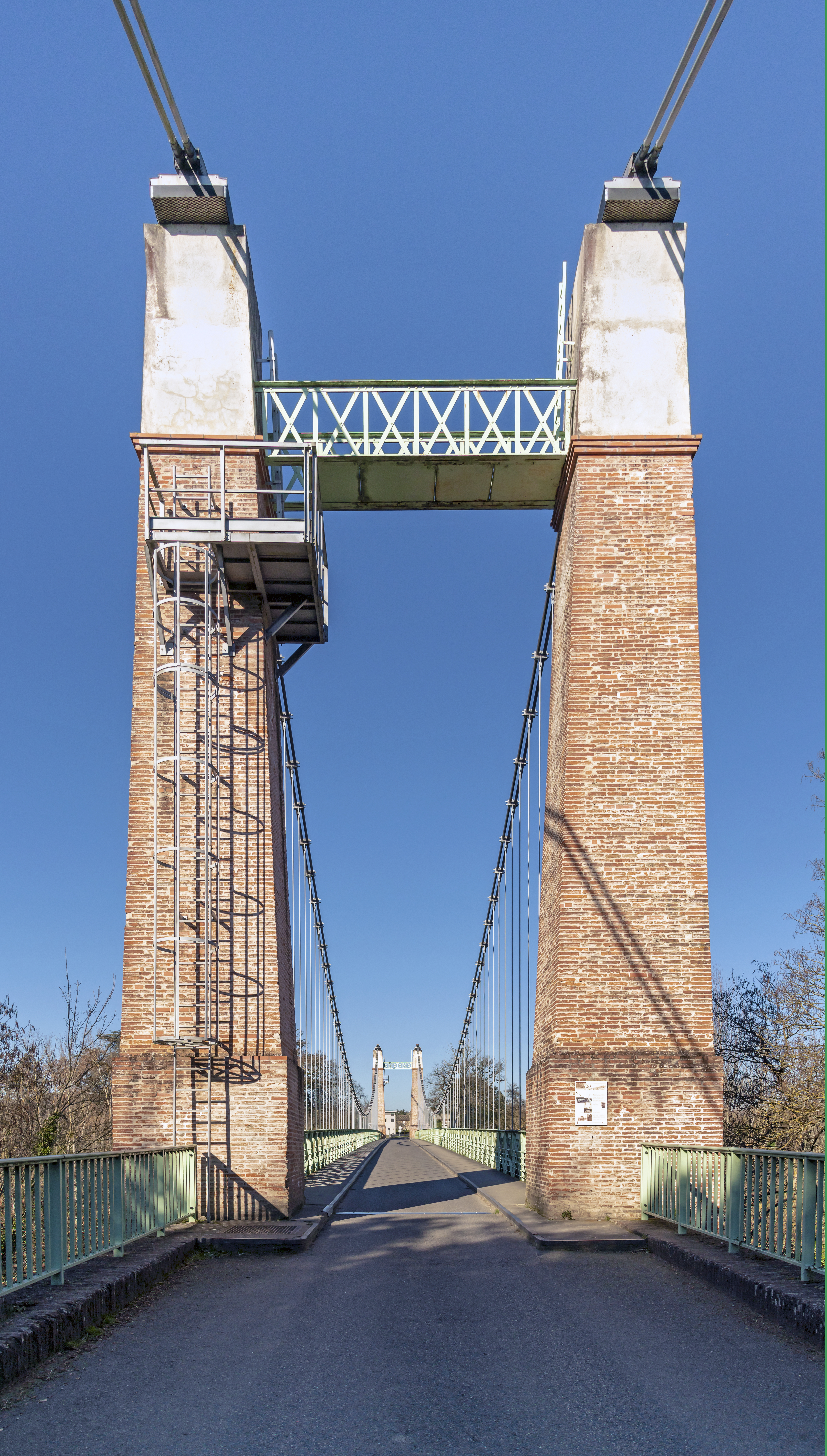
El puente colgante sobre el Agout.
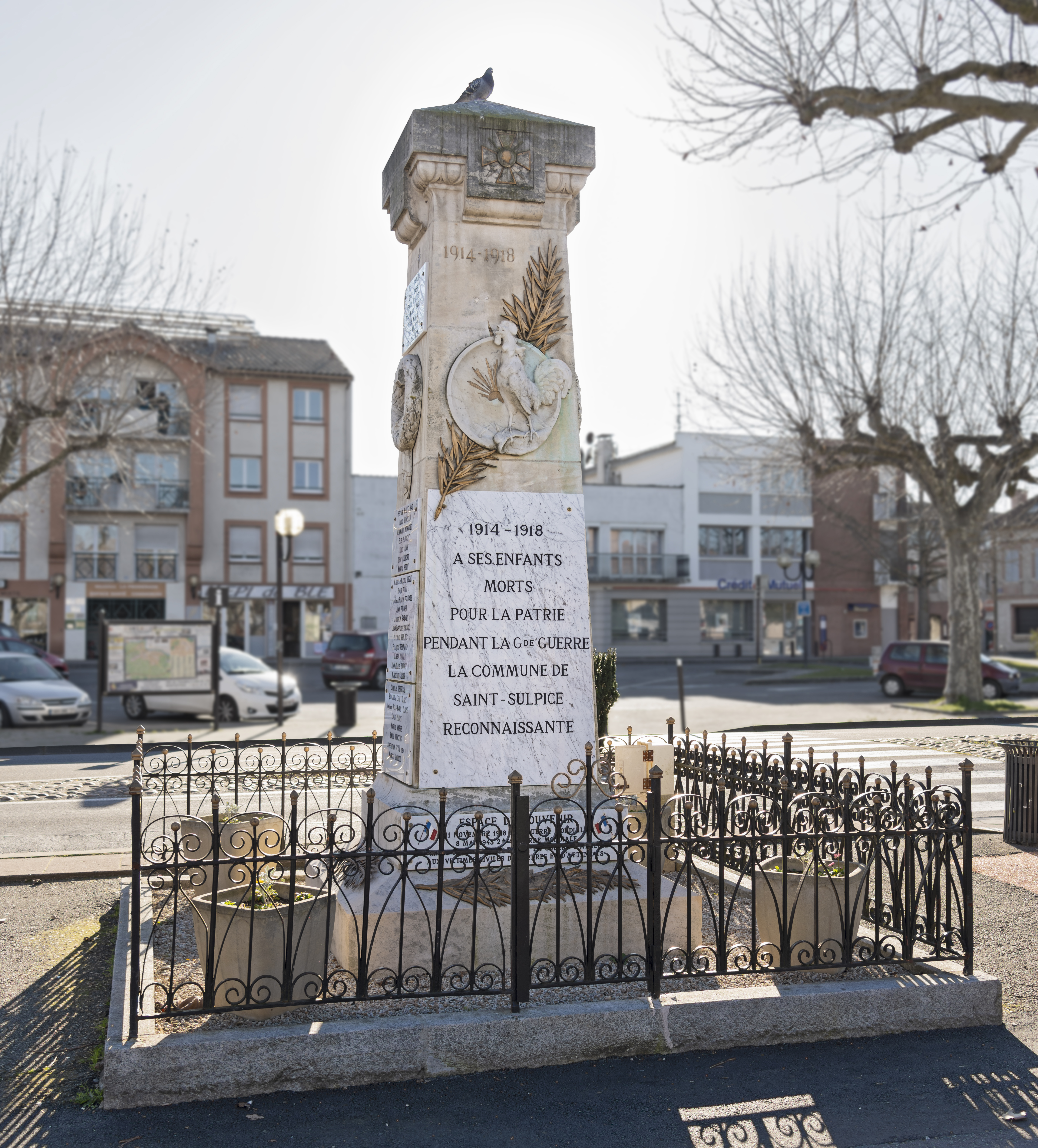
Memorial de guerra
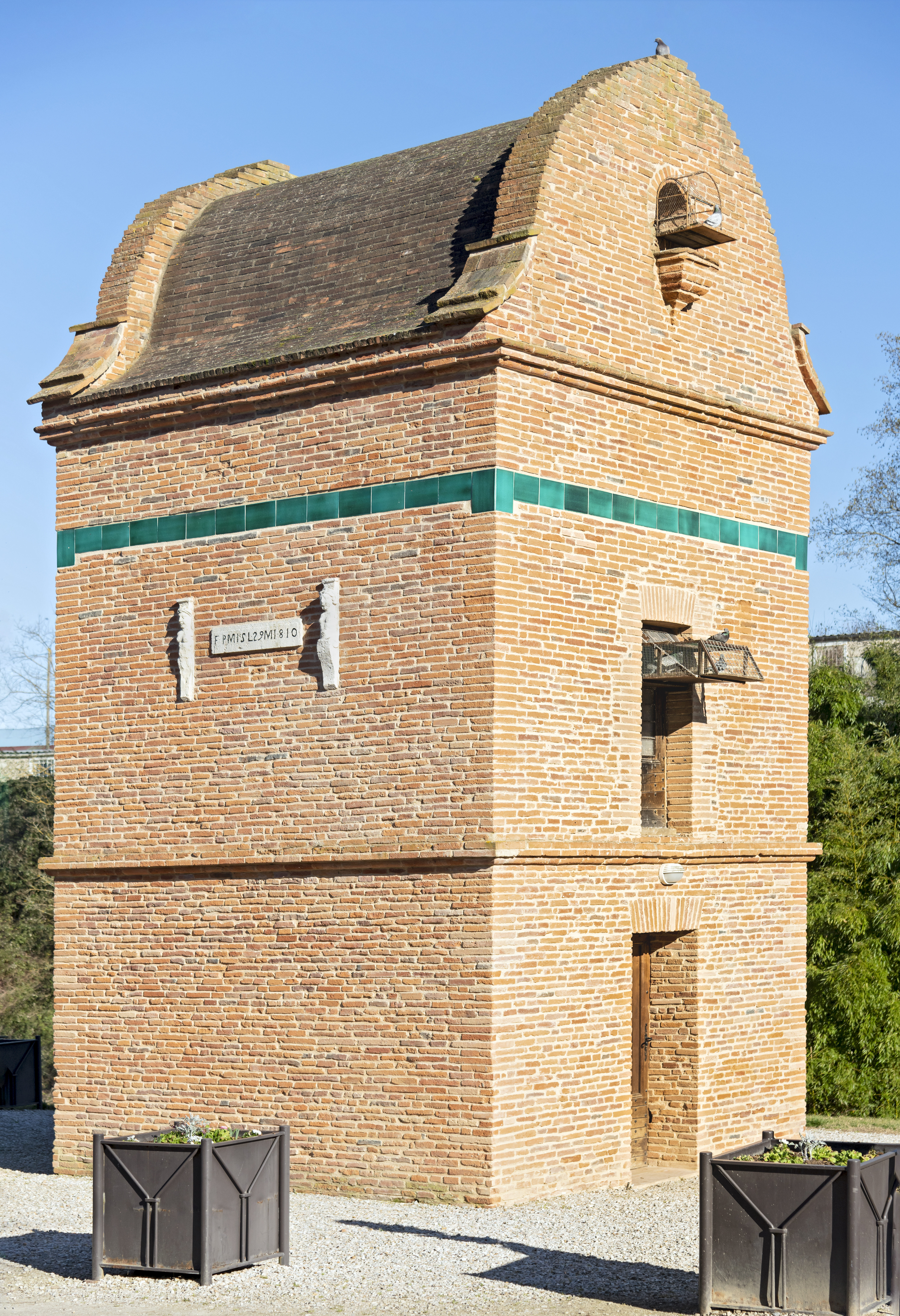
Palomar desde 1810
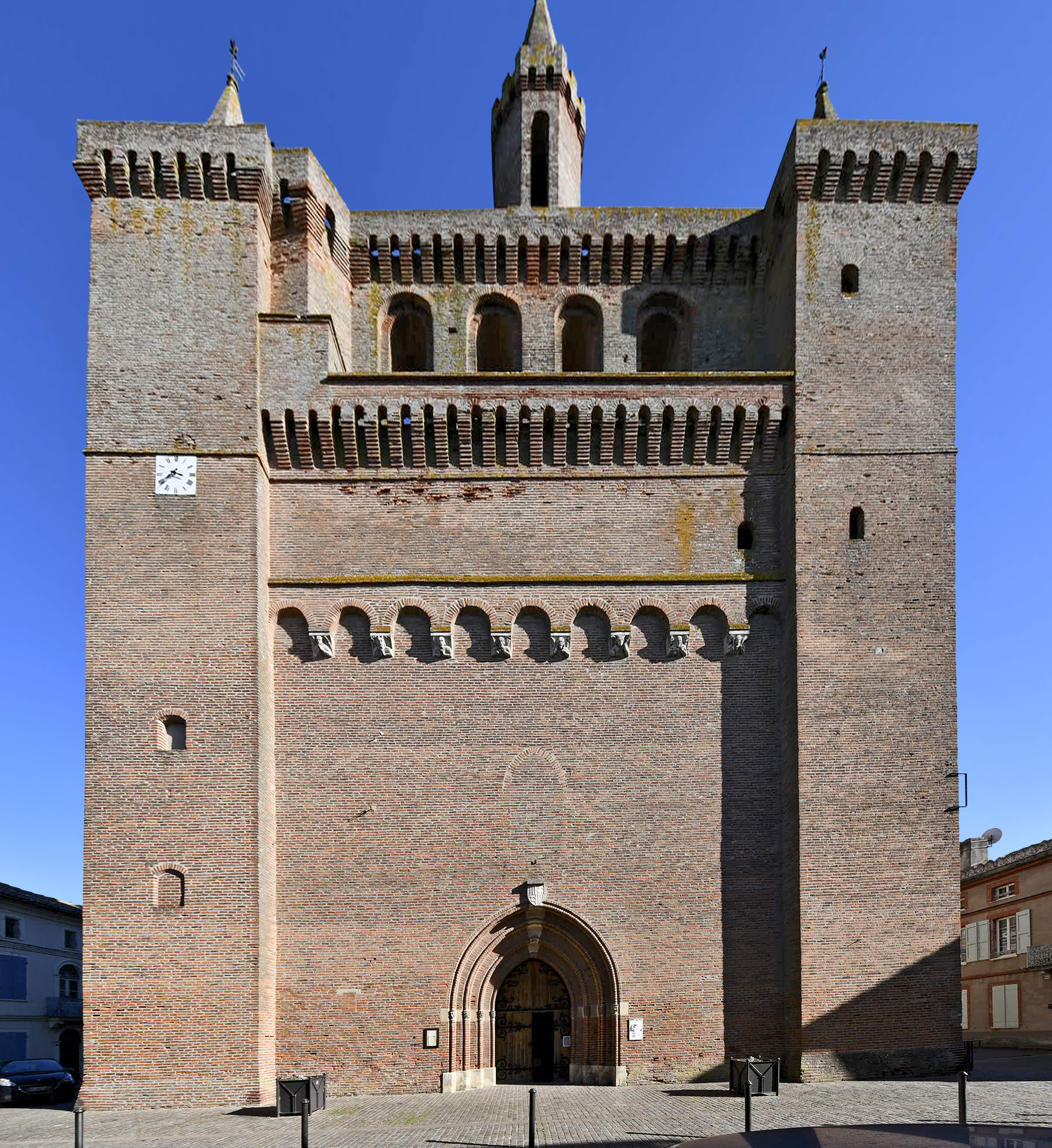
Iglesia Notre-Dame
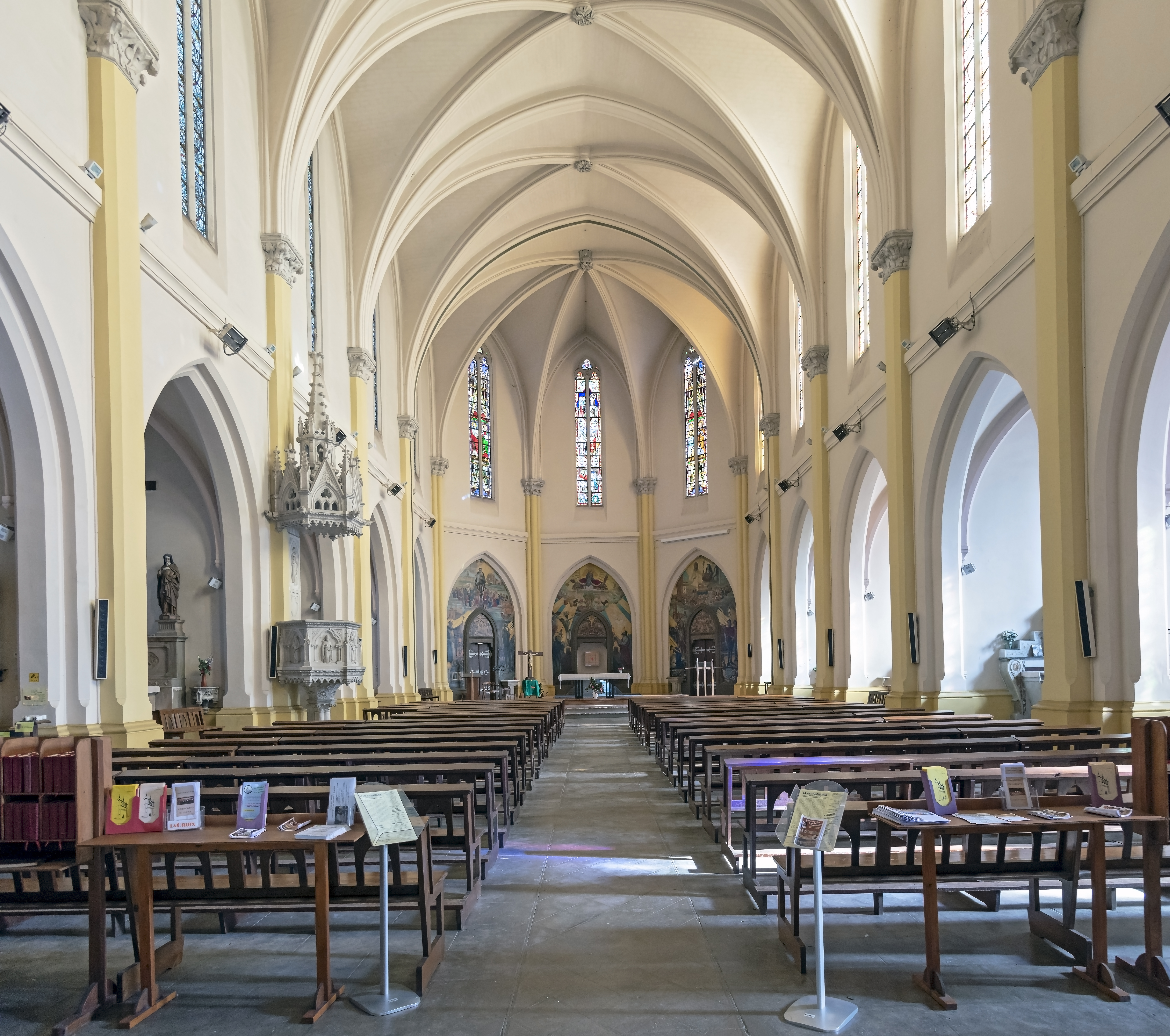
Vista de la nave